# Fluorid berkelitý
Fluorid berkelitý je anorganická sloučenina s chemickým vzorcem BkF3.

## Příprava
Fluorid berkelitý lze připravit úpravou oxidu berkelitého s plynnou směsí vodíku a fluorovodíku při 600 °C.

## Vlastnosti
Fluorid berkelitý je žlutozelená pevná radioaktivní sloučenina se dvěma strukturami. Při nízkých teplotách je struktura orthorombická (struktura fluoridu yttritého) s hranami krystalové mřížky a = 670 pm, b = 709 pm a c = 441 pm a s hustotou 9,70 g/cm3, zatímco při vyšších teplotách je struktura trigonální (struktura fluoridu lanthanitého) s hranami krystalové mřížky a = 697 pm a c = 714 pm a s hustotou 10,15 g/cm3. Teplota přechodu mezi jednotlivými strukturami je mezi 350 a 600 °C.

## Využití
První vzorky kovového berkelia byly připraveny v roce 1969 redukcí fluoridu berkelitého při 1000 °C lithiem v aparatuře z tantalu:
BkF3 + 3Li → Bk + 3LiF